# Heather Bratton
Heather Bratton (ur. 25 czerwca 1987, zm. 22 lipca 2006) – amerykańska modelka.

## Kariera
Bratton odniosła szybki sukces jako modelka. Jej zdjęcia wykonane przez fotografa Stevena Meisela ukazały się na okładkach pisma Vogue Italia w lutym i maju 2006 roku. Brała również udział w pokazach mody w Mediolanie i Paryżu dla takich marek jak Prada, Gucci, Burberry i Chanel.

## Śmierć
Bratton zginęła w wypadku samochodowym 22 lipca 2006 roku na autostradzie New Jersey Turnpike w pobliżu zjazdu nr 14 w Newark. Wracała z Nowego Jorku do domu po sesji zdjęciowej dla magazynu W przeprowadzonej przez fotografa Craiga McDeana. Samochód, którym podróżowała modelka, zepsuł się na środkowym pasie jezdni, po czym został staranowany przez inne auto. W obu pojazdach wybuchł pożar a Bratton uwięziona w środku zginęła w płomieniach.
Kierowca drugiego auta z ciężkimi poparzeniami przewieziony został na oddział intensywnej opieki w St. Barnabas Medical Center w Livingston. Dwie inne osoby odniosły niewielkie obrażenia.
Heather Bratton została pochowana w Południowej Karolinie.

## Upamiętnienie
W 2006 r. jej pamięci poświęcono wrześniowe wydanie magazynu Vogue.